# Only The Beatles...
Albums de The Beatles
The Early Tapes of the Beatles
(1984) Past Masters
(1988)
Only The Beatles... est une compilation de chansons du groupe rock britannique The Beatles sortie en 1986 et distribuée pour peu de temps au Royaume-Uni sous forme de cassette audio par EMI en collaboration avec la filiale de Londres de la compagnie brassicole Heineken.

## Historique

Cet album a été exclusivement publié sous forme de cassette audio.

Fruit d'une collaboration entre l'entreprise britannique Whitbread qui brasse Heineken et la maison de disque EMI, les consommateurs pouvaient obtenir par la poste une copie de cette cassette en échange de quatre languettes de boîtes de bière, soit de format de 275 ml ou 440 ml, spécialement marquées et en s’acquittant des frais de £2.49 plus £0.50 de frais de manutentions. Le nom de cet album fait référence au slogan, bien connu à l'époque, de la marque de bière : « Only Heineken can do this ». C'est la première et seule fois qu'un album des Beatles fut associé à un produit commercial.
La promotion commence le 1er juillet, mais après 17 jours, Apple Records est intervenu et a déposé une injonction afin d'y mettre un terme. La production et la distribution ont aussitôt été interrompues et la cassette et surtout la canette de bière, n'ont pas tardé à devenir des objets de collection. Les imprimés de promotion sont aussi prisés des collectionneurs.
Le matériel publicitaire affirmait que les chansons This Boy et Yes It Is étaient publiées ici en stéréo pour la première fois, mais la première n'était qu'en stéréo simulé.

## Pochette
L'illustration de la pochette est constituée d'un dessin reproduisant des photos des quatre membres du groupe, prises à différents moments de leur carrière. À gauche se trouve Paul McCartney vêtu de cuir de l'époque avant la beatlemania. Ringo Starr est vu tel qu'il apparaît sur le disque Sgt. Pepper's Lonely Hearts Club Band portant son costume de style fanfare militaire. La photo de George Harrison est celle qui se retrouve sur le disque Love Songs, prise par Richard Avedon en 1967. Finalement à l'extrême droite, on y voit John Lennon habillé avec l'un des costumes de scène du groupe de 1963.
La pochette est pliée de façon à permettre l'inclusion de la liste des chansons, chacune accompagnée d'un court texte descriptif et d'une photo du groupe sur scène (sans John Lennon) et de deux photos individuelles, une montrant le portrait de McCartney et l'autre de Lennon. Sur le verso on pouvait voir les pochettes de leurs douze albums britanniques.

## La liste des chansons
Toutes les chansons sont créditées Lennon/McCartney et entendues en stéréo, sauf mention contraire.
| Face 1 1. Love Me Do (McCartney/Lennon) Version de l'album (mono) 2. Twist and Shout (Medley, Russell) 3. She Loves You (mono) 4. This Boy (stéréo simulé) 5. Eight Days a Week 6. All My Loving | Face 2 1. Ticket to Ride 2. Yes It Is 3. Ob-La-Di, Ob-La-Da 4. Lucy in the Sky with Diamonds 5. And I Love Her 6. Strawberry Fields Forever |